# 널 기억해
《널 기억해》는 2012년 1월 20일에 SBS에서 방영된 설날 특집드라마이다.

## 등장 인물

### 주요 인물
- 김병만 : 이덕수 역
- 이영은 : 정은수 역
- 김진우 : 하강수 역

### 그 외 인물들
- 백일섭 : 덕수 부 역
- 정애리 : 강수 모 역
- 하승리 : 유우 역
- 박형식 : 태성 역
- 이병욱 : 강수 부 역
- 정연주